# (4157) Izu
(4157) Izu ist ein Hauptgürtelasteroid, der am 11. Dezember 1988 von dem Astronomen Yoshiaki Ōshima vom Gekkō-Observatorium aus entdeckt wurde.